# Mediorhynchus pintoi
Espèce
Mediorhynchus pintoi est une espèce d'acanthocéphales de la famille des Gigantorhynchidae. C'est un parasite digestif d'oiseaux au Brésil.